# (38445) 1999 SB12
1999 SB12 (asteroide 38445) é um asteroide da cintura principal. Possui uma excentricidade de 0.07153360 e uma inclinação de 3.06008º.
Este asteroide foi descoberto no dia 30 de setembro de 1999 por CSS em Catalina.